# Liste der Präsidenten von Palau
Diese Liste umfasst die Präsidenten von Palau.
| Name                              | Lebensdaten | Amtszeit                           |
| --------------------------------- | ----------- | ---------------------------------- |
| Haruo Remeliik                    | 1933–1985   | 2. März 1981 – 30. Juni 1985       |
| Thomas Remengesau (kommissarisch) | 1929–2019   | 30. Juni 1985 – 1. Juli 1985       |
| Alfonso Rehobong Oiterong         | 1924–1994   | 2. Juli 1985 – 25. Oktober 1985    |
| Lazarus Salii                     | 1936–1988   | 25. Oktober 1985 – 20. August 1988 |
| Thomas Remengesau (kommissarisch) | s. o.       | 20. August 1988 – 1. Januar 1989   |
| Ngiratkel Etpison                 | 1925–1997   | 1. Januar 1989 – 1. Januar 1993    |
| Kuniwo Nakamura                   | 1943–2020   | 1. Januar 1993 – 1. Januar 2001    |
| Tommy Remengesau                  | * 1956      | 1. Januar 2001 – 1. Januar 2009    |
| Johnson Toribiong                 | * 1946      | 1. Januar 2009 – 17. Januar 2013   |
| Tommy Remengesau                  | s. o.       | 17. Januar 2013 – 21. Januar 2021  |
| Surangel Whipps Jr.               | * 1968      | 21. Januar 2021 – amtierend        |